# غريتشين ويلسون
غريتشين ويلسون (بالإنجليزية: Gretchen Wilson)‏ هي كاتبة غنائية وموسيقية ومغنية ومنتجة أسطوانات وعازفة قيثارة ومغنية مؤلفة وملحنة أمريكية، ولدت في 26 يونيو 1973 في بوكاهونتاس في الولايات المتحدة.

## وصلات خارجية
- الموقع الرسمي
- غريتشين ويلسون على موقع IMDb (الإنجليزية)
- غريتشين ويلسون على موقع ميتاكريتيك (الإنجليزية)
- غريتشين ويلسون على موقع روتن توميتوز (الإنجليزية)
- غريتشين ويلسون على موقع ميوزك برينز (الإنجليزية)
- غريتشين ويلسون على موقع رولينغ ستون (الإنجليزية)
- غريتشين ويلسون على موقع إن إن دي بي (الإنجليزية)
- غريتشين ويلسون على موقع أول ميوزيك (الإنجليزية)
- غريتشين ويلسون على موقع ديسكوغز (الإنجليزية)
- غريتشين ويلسون على موقع كينوبويسك (الروسية)